# Vlag van Retie
De vlag van Retie werd door de gemeenteraad op 18 mei 1982 officieel vastgesteld als de gemeentelijke vlag van de Antwerpse gemeente Retie. Op 5 november 1984 werd hij door het Bestuur van Vlaanderen bevestigd en uiteindelijk gepubliceerd op 8 juli 1986 in het officiële Belgisch Staatsblad.
Officieel wordt de vlag beschreven als:
In goud drie palen van keel met een vrijkwartier van hermelijn en een barensteel met drie hangers van lazuur over alles heen
De vlag is volledig gebaseerd op het gemeentewapen en ziet er dus helemaal hetzelfde uit.

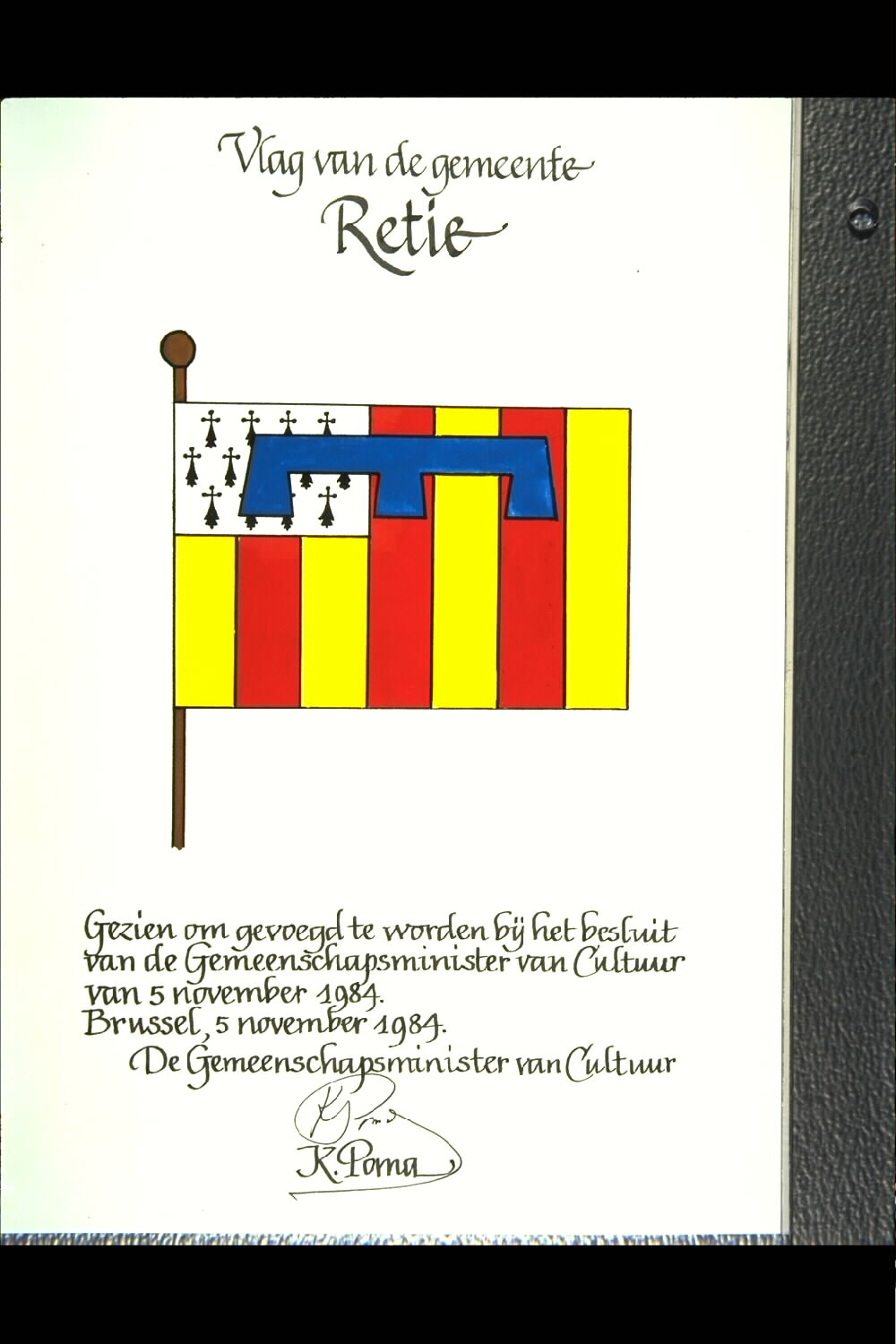
Ontwerp vlag getekend door Karel Poma